# خهپاد

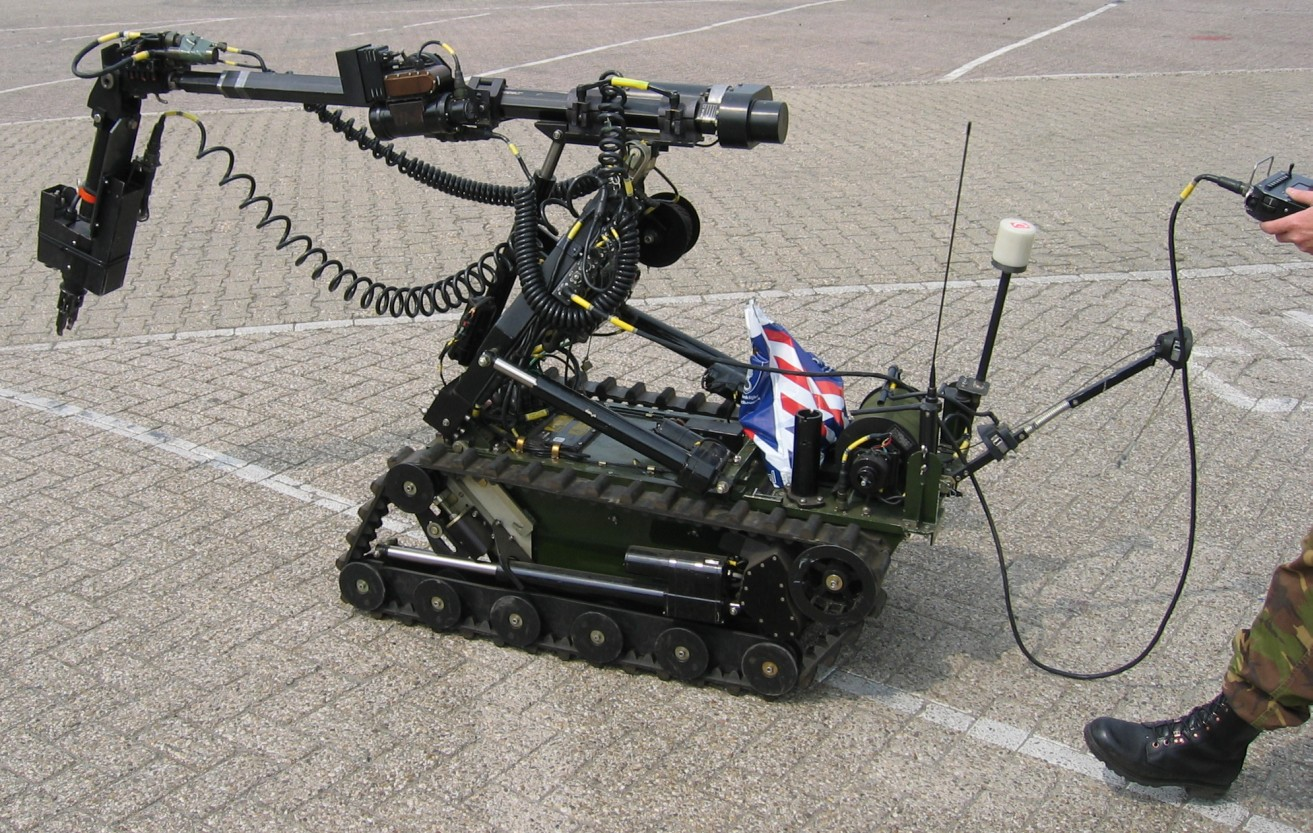
خودرو هدایت‌پذیر از دور ساخته شده به منظور مین‌روبی.

خودرو هدایت‌پذیر از دور (به انگلیسی: Remote-control vehicle) (اختصاری خُهپاد) رسانگر زمینی یا خودرویی می‌باشد که توسط هدایتگری واقع در بیرون خودرو هدایت می‌شود. خُهپادها می‌توانند به صورت بی‌سیم و از طریق امواج رادیویی هدایت شوند یا می‌توانند از طریق سیمی که خُهپاد را به هدایتگر و از راه دور متصل می‌نماید هدایت گردند. خُهپاد از این نظر با یک ربات متفاوت است، زیرا که هیچ‌گونه رفتاری را پردازش نکرده و از خود نشان نمی‌دهد، بلکه تمامی رفتار آن توسط هدایت گر اداره می‌شود. خُهپادها در زمینه‌های گوناگونی چون دانش، نظامی، تفریحی و غیره کاربرد دارند و در اندازه های مختلف ساخته می‌شوند.